# Olympische Sommerspiele 1996/Teilnehmer (Honduras)
| Gelbes Symbol für Goldmedaillen mit stilisierten Olympischen Ringen | Graues Symbol für Silbermedaillen mit stilisierten Olympischen Ringen | Braundes Symbol für Bronzemedaillen mit stilisierten Olympischen Ringen |
| ------------------------------------------------------------------- | --------------------------------------------------------------------- | ----------------------------------------------------------------------- |
| —                                                                   | —                                                                     | —                                                                       |

Honduras nahm bei den Olympischen Sommerspielen 1996 in Atlanta zum sechsten Mal an Olympischen Sommerspielen teil. Die Mannschaft bestand aus sieben Sportlern, von denen vier männlich und drei weiblich waren. Sie starteten in sieben Wettbewerben in vier Sportarten. Der jüngste Teilnehmer war der Schwimmer Ramón Valle mit 19 Jahren und 343 Tagen, der älteste war der Judoka Leonardo Carcamo mit 30 Jahren und 263 Tagen. Während der Eröffnungsfeier am 19. Juli 1996 trug der Boxer Darwin Angeles die honduranische Flagge in das Olympiastadion.

## Teilnehmer
| Name             | Alter | Geschlecht | Sportart       | Resultat(e)                               |
| ---------------- | ----- | ---------- | -------------- | ----------------------------------------- |
| Darwin Angeles   | 27    | männlich   | Boxen          | Platz 17 im Fliegengewicht                |
| Geovany Baca     | 25    | männlich   | Boxen          | Platz 17 im Leicht-Fliegengewicht         |
| Leonardo Carcamo | 30    | männlich   | Judo           | Platz 13 im Extra-Leichtgewicht           |
| Pastora Chávez   | 24    | weiblich   | Leichtathletik | Platz 8 im siebten Vorlauf über 100 Meter |
| Dora Maldonado   | 25    | weiblich   | Judo           | Platz 13 im Extra-Leichtgewicht           |
| Jeny Rodriguez   | 20    | weiblich   | Judo           | Platz 20 im Leichtgewicht                 |
| Ramón Valle      | 19    | männlich   | Schwimmen      | Platz 29 über 1500 Meter Freistil         |